# Fiume Po - tratto vercellese alessandrino
Fiume Po - tratto vercellese alessandrino è il nome di una zona di protezione speciale della rete Natura 2000 situata in Piemonte.

## L'area protetta
L'area protetta si estende per 14 107 ettari coinvolgendo 23 comuni in tre province (provincia di Alessandria, provincia di Vercelli e città metropolitana di Torino) e coprendo un tratto lungo circa 70 km del fiume Po, dal ponte situato presso il comune di Crescentino fino alla confluenza col fiume Scrivia.
All'interno della ZPS si trovano tre siti di interesse comunitario: 
- Isola di Santa Maria (IT1120023) a cui corrisponde la Riserva naturale Isola di Santa Maria
- Ghiaia Grande (IT1180005) a cui corrisponde la Riserva naturale di Ghiaia Grande
- Confluenza Po-Sesia-Tanaro (IT1180027)

I comuni coinvolti sono: 
- Provincia di Alessandria: Alluvioni Piovera, Bassignana, Bozzole, Camino, Casale Monferrato, Coniolo, Frassineto Po, Gabiano, Guazzora, Isola Sant'Antonio,  Molino dei Torti,  Moncestino,  Morano sul Po,  Pecetto di Valenza,  Pomaro Monferrato,  Pontestura, Valenza, Valmacca;
- Provincia di Vercelli: Crescentino, Fontanetto Po, Palazzolo Vercellese, Trino
- Città metropolitana di Torino: Verrua Savoia

## Fauna
Nell'area sono state rilevate 240 specie che rappresentano il 60% di quelle complessivamente rilevate in Piemonte e Valle d'Aosta.
Tra queste sono regolarmente nidificanti circa 50 specie, le rimanenti sono migratorie. 
Le specie presenti classificate come minacciata e comprese nella Lista rossa IUCN sono 50, 60 sono inserite negli elenchi della Direttiva Uccelli e 26 sono considerate a rischio da BirdLife International.
Le specie acquatiche e legati agli ambienti umidi sono quelle più presenti per un totale di circa 100 specie, l'area è regolarmente monitorata anche dall'International  Waterbird  Census.
D'inverno sono presenti migliaia di esemplari di germano reale (Anas platyrhynchos), centinaia di alzavole (Anas crecca) e un discreto numero di fischioni (Mareca penelope), canapiglie (Mareca strepera), marzaiole (Spatula querquedula), mestoloni (Spatula clypeata), moriglioni (Aythya ferina) e morette (Aythya fuligula).
Nei pressi del fiume svernano il tuffetto (Tachybaptus ruficollis), lo svasso maggiore (Podiceps cristatus), la pantana  (Tringa nebularia), il piro piro culbianco (Tringa ochropus) e il combattente (Calidris pugnax) mentre sono presenze più sporadiche il tortano moro (Tringa erythropus), il piro piro boschereccio (Tringa glareola), il mignattino (Chlidonias niger) e il mignattino piombato (Chlidonias hybrida).
Si riproducono invece sui greti l'occhione (Burhinus oedicnemus) che in Piemonte è molto raro, il piro piro piccolo (Actitis hypoleucos) e il corriere piccolo (Charadrius dubius) oltre alla sterna (Sterna hirundo), vi si trovano anche alcune colonie nidificanti di fraticello (Sternula albifrons).